# Jazztelia TV
Jazztelia TV va ser un servei de IPTV de la companyia de telecomunicacions espanyola Jazztel que es va oferir entre 2006 i 2010. S'oferia juntament amb l'ADSL2 + i donava la possibilitat de visualitzar més de 30 canals de cinema, sèries, música, notícies, entre d'altres. Abans de deixar de ser comercialitzat tenia uns 15.000 clients.

## Història
Es va iniciar al març del 2006, convertint-se en el tercer servei de televisió digital a través d'ADSL que s'oferia a Espanya. Al gener de 2007, va llançar un servei de Pagament Per Visió (Videoclub), en el qual es podien comprar tota mena de pel·lícules i sèries. Al març del 2008 la companyia va presentar un pla de negocis que esperava augmentar la base de clients del servei a 200.000 abonat el 2010. A l'abril del 2009 es va reestructurar per afegir nous canals a la seva oferta (traient altres de l'oferta anterior). Al maig de 2010 l'operadora va signar un acord amb Canal+ per comercialitzar el servei juntament amb la seva oferta de telecomunicacions.
Al juny de 2010 l'operadora de telecomunicacions va deixar de comercialitzar Jazztelia TV i va anunciar que centrava la seva oferta audiovisual en acords amb altres operadores com Canal+ i en serveis de televisió per Internet. A l'agost de 2010 Jazztel va tancar el servei definitivament per tots els seus clients oferint abans l'alternativa de televisió amb Canal+. Al gener de 2012 Jazztel va llançar un nou servei de televisió per Internet anomenat Jazzbox que permet l'accés a continguts de vídeo sota demanda proporcionats per Canal+.

## Oferta de canals
L'oferta de canal de Jazztelia TV era diversa. Comptava amb canals temàtics bàsics inclosos dins el paquet "Acceso TV" i diferents paquets extres que podien ampliar l'oferta com "Extra TV" o "Opción Latina".
Canals del pack "Acceso TV":
- Generalistes: TVE1, TVE 2, Antena 3, Cuatro, Telecinco, La Sexta, Popular TV, TVC Int.
- Informatius: Euronews, CNN Int., Bloomberg TV, AlJazeera, TV5 Monde
- TDT: El receptor té integrat un sintonitzador de TDT.
- Videoclub 24H PPV.

Canals del pack "Extra TV":
- Sèries i entreteniment: FOX, AXN, Sci Fi, Cosmopolitan TV, Calle 13, Paramount Comedy.
- Cinema: Turner Classic Movies, Canal Hollywood.
- Culinaris: Canal Cocina.
- Infantils: Cartoon Network, Nickelodeon, Boomerang.
- Musicals: MTV, VH1, 40 TV.
- Esports: Gol TV, Eurosport, Sportmanía.
- Documentals: Discovery Channel, National Geographic Channel, Odisea.
- TDT: El receptor té integrat un sintonitzador de TDT.
- Videoclub 24H PPV.

Canals a la "Opción Latina":
- Caracol Televisión
- Ecuavista
- Azteca Internacional

Canals a la "Opción Playboy":
- Playboy TV